# منتخب كندا للريشة الطائرة
منتخب كندا لتنس الريشة (بالإنجليزية: Canada national badminton team)‏ هو ممثل كندا الرسمي في المنافسات الدولية في كرة الريشة .